# Kürd Eldarbəyli
Kürd Eldarbəyli (ryska: Kyurd El’darbeyli) är en ort i Azerbajdzjan.   Den ligger i distriktet İsmayıllı Rayonu, i den centrala delen av landet, 180 km väster om huvudstaden Baku. Kürd Eldarbəyli ligger 398 meter över havet och antalet invånare är 762.
Terrängen runt Kürd Eldarbəyli är kuperad åt sydost, men åt nordväst är den platt. Terrängen runt Kürd Eldarbəyli sluttar västerut. Närmaste större samhälle är Geoktschai, 15,3 km sydväst om Kürd Eldarbəyli. 
Trakten runt Kürd Eldarbəyli består till största delen av jordbruksmark. Runt Kürd Eldarbəyli är det ganska glesbefolkat, med 34 invånare per kvadratkilometer.